# Đầm Lâm Bình
Đầm Lâm Bình (hay đầm Lâm Đen) là một đầm nước ở phía nam tỉnh Quảng Ngãi, Việt Nam, nằm ở xã Phổ Cường, thị xã Đức Phổ. Đầm Lâm Bình có nhiều tôm cá, là nơi người dân mưu sinh bằng nghề đánh cá.

## Địa lý
Đầm có diện tích mặt nước hơn 200 ha, đổ nước vào sông Trường rồi hợp với hạ lưu sông Lò Bó và cùng hòa nước với sông Thoa (chi lưu sông Vệ) trước khi đổ ra biển Đông qua cửa biển Mỹ Á.